# Valle de Cerrato
Valle de Cerrato es un municipio y localidad española de la provincia de Palencia (Castilla y León).
Pertenece a la Mancomunidad de la zona Cerrato Sur y al Partido Judicial de Baltanás. 
Este pueblo toma su nombre de los Valles del Cerrato que lo rodean, y descansa a orillas del Arroyo de Rabanillo, a 32 km al sudeste de la ciudad de Palencia, con una extensión de 39 km² y una altitud de 820 metros. Desde Venta de Baños se toma una carretera hacia el este que en doce o trece kilómetros conduce a esta población.

## Historia

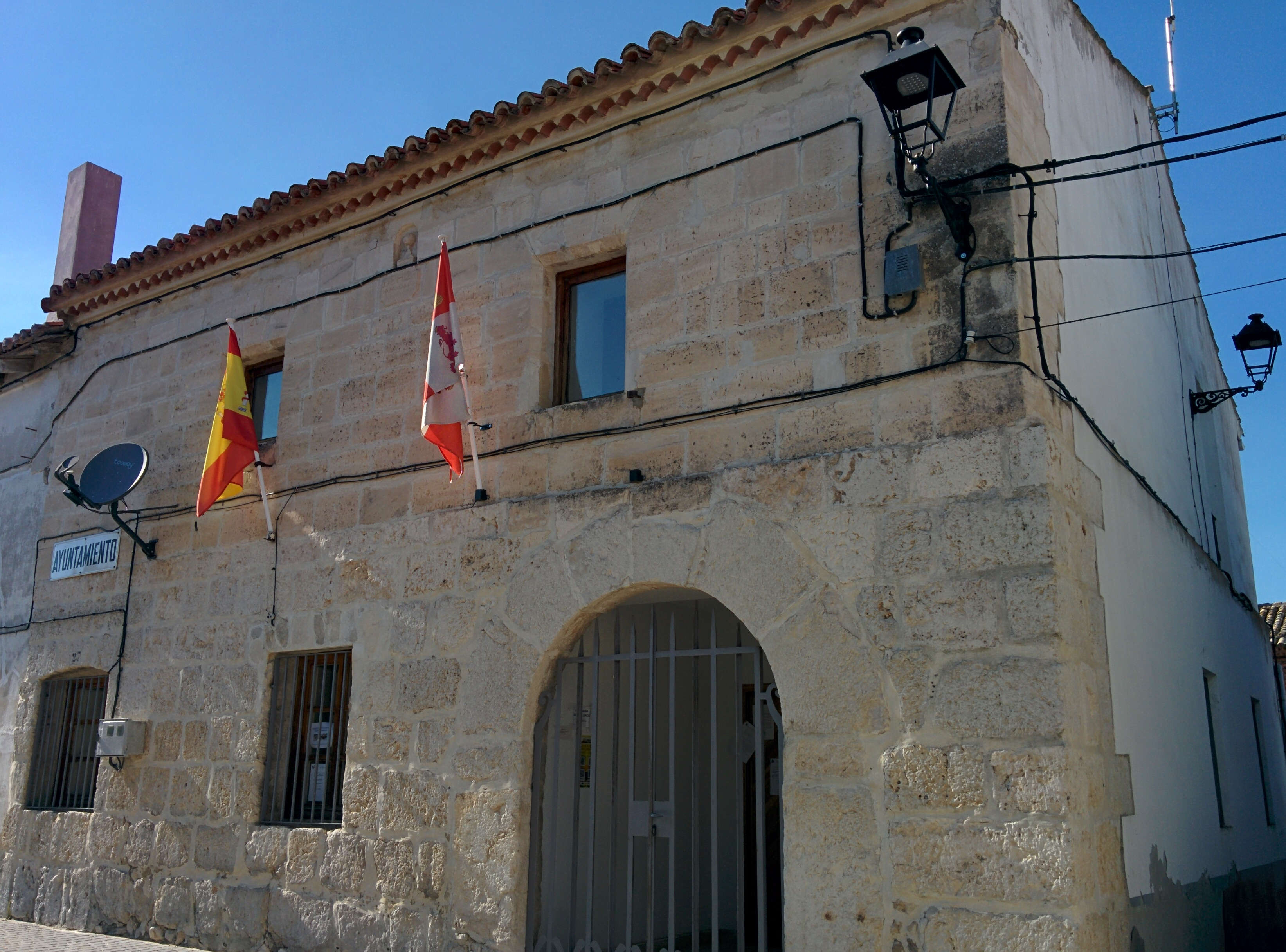
Casa consistorial

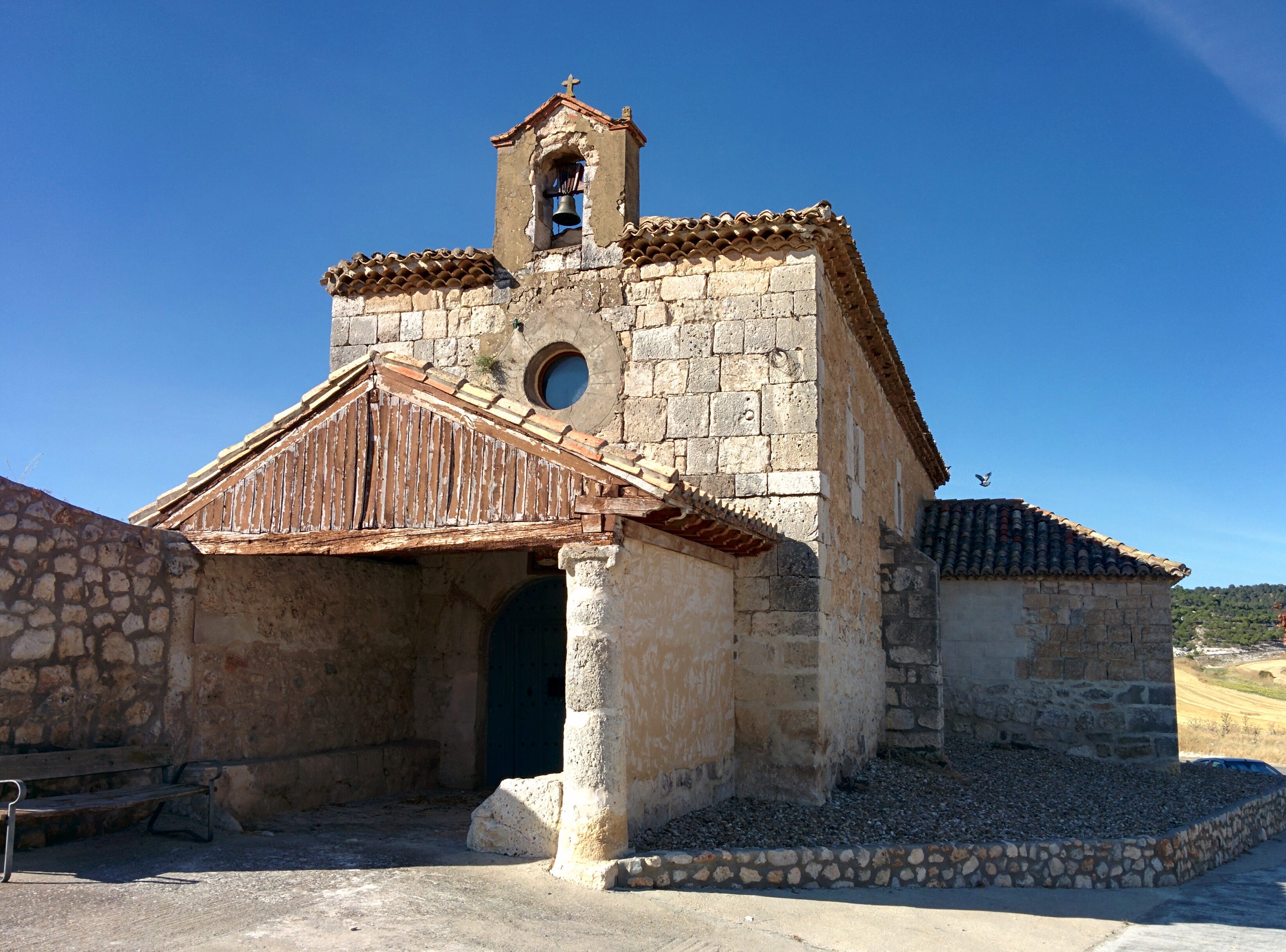
Ermita del Bendito Cristo

La villa estuvo amurallada desde el siglo IX, lo que da fe de su importancia en El Cerrato medieval. Las murallas y puertas resistieron en pie hasta el siglo XIV, pero en la actualidad en los cimientos del muro se excavan las típicas bodegas subterráneas. En la Calle Real se situaba un rollo jurisdiccional. Parece ser que en el siglo X existían varias ermitas en la localidad que podrían haber sido de estilo mozárabe, dedicadas a San Pablo, Santiago, San Martín y San Pedro. De las tres primeras se desconoce cuál pudo ser su ubicación, mientras que la de San Pedro se encuentra en ruinas junto al cementerio moderno del pueblo.

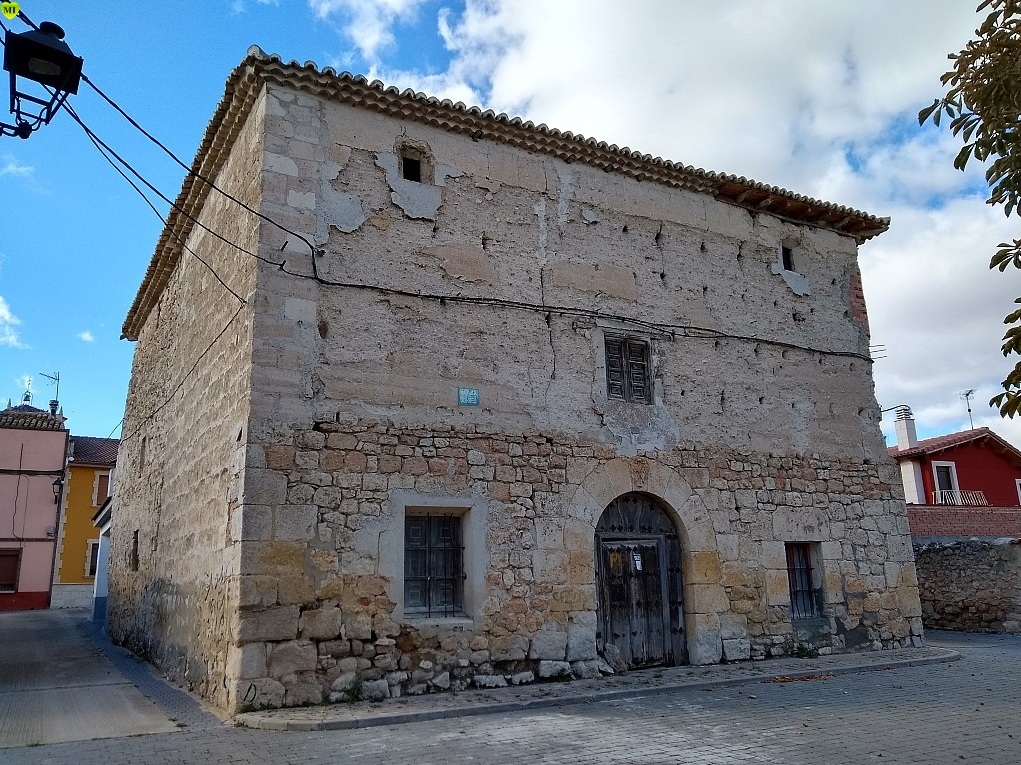
Casona con escudo

La iglesia parroquial está dedicada a la advocación de Nuestra Señora de la Asunción y se puede calcular que la construcción original data de principios del siglo XIII. En la actualidad la mayor parte del edificio corresponde a la remodelación llevada a cabo en el siglo XVIII. De la iglesia primitiva solo se conserva la portada pero no se halla restaurada. Aunque la planta y las líneas generales del templo son netamente románicas, la decoración de la portada con cinco arquivoltas e historiados capiteles se acerca más al gótico temprano.

### SigloXIX
Así se describe a Valle de Cerrato en la página 594 del tomo XV del Diccionario geográfico-estadístico-histórico de España y sus posesiones de Ultramar, obra impulsada por Pascual Madoz a mediados del siglo XIX:

VALLE DE CERRATO

Villa con ayuntamiento en la provincia y diócesis de Palencia (4 leguas), partido judicial de Baltanás (2), audiencia territorial y capitanía general de Valladolid (7).
Situada en una altura rodeada de cerros más elevados por N y O. Su clima es frío, bien ventilado y propenso a catarros y enfermedades nerviosas.
Consta de 100 casas de mala construcción, inclusa la cárcel y casa consistorial, que son un solo edificio; una fuente fuera de la villa; la escuela de primeras letras concurrida por 30 niños, dotada por 1.200 reales; y su iglesia parroquial (Nuestra Señora de la Asunción) se halla servida por un cura de primer ascenso y un beneficiado. Las ermitas del Santo Cristo de las Aguas y Nuestra Señora del Valle están fuera de la población.
El término confina por N con Baltanás; E Castrillo de Onielo; S Alba de Cerrato y Ontoria de Cerrato.
Su terreno es de mediana calidad. Le cruza un pequeño arroyo. Casi todo el término se halla poblado de encinas, pero de pequeña altura, por el ningún cuidado con que se mira este ramo tan importante. 
Los caminos son locales y en mal estado; la correspondencia se recibe de Palencia.
Producciones: trigo, cebada, centeno, avena, vino y pocas legumbres; se cría ganado lanar y cabrío y caza de liebres, perdices y conejos. Industria: la agrícola y un molino harinero, que no trabaja si no 6 meses al año por falta de agua.
Población: 90 vecinos, 469 almas.

Capital productivo: 608.730 reales. Imponible: 19.393. El presupuesto municipal asciende a 2.333 reales, y se cubre con el producto de las fincas de propios.

## Demografía
Cuenta con una población de 83 habitantes (INE 2024).
| Gráfica de evolución demográfica de Valle de Cerrato entre 1842 y 2021                                                |
| |
| Población de derecho según los censos de población del INE. Población de hecho según los censos de población del INE. |

## Fiestas
Virgen del Valle (en septiembre, el domingo después de San Mateo). 
La Ascensión (8 de mayo).